# Rožnovský kámen
Rožnovský kámen är en kulle i Tjeckien.   Den ligger i regionen Södra Böhmen, i den centrala delen av landet, 130 km sydost om huvudstaden Prag. Toppen på Rožnovský kámen är 728 meter över havet.
Terrängen runt Rožnovský kámen är huvudsakligen platt, men åt nordväst är den kuperad. Runt Rožnovský kámen är det ganska glesbefolkat, med 23 invånare per kvadratkilometer. Närmaste större samhälle är Jindřichův Hradec, 19,5 km nordväst om Rožnovský kámen. I omgivningarna runt Rožnovský kámen växer i huvudsak barrskog.